# Gian Magdangal
Giancarlo "Gian" Alzate Magdangal (18 de noviembre de 1981, Manila), es un cantante pop, intérprete y actor de teatro filipino que actualmente ha firmado un contrato con la Red Televisiva de GMA. Es un exmiembro de una banda musical, que pasó a la prominencia como uno de los finalistas de Filipinas de Idol en 2006. Magdangal se denominó durante la competición como el "Livewire Idol". Además es primo de la actriz y cantante Jolina Magdangal. Magdangal que alegó durante su carrera art{istica, comenzó a cantar cuando tenía unos 2 años de edad, como se lo cantaba canciones de cuna a su abuela. Viendo su potencial como cantante, fue enviado a someterse a las lecciones de voz en el St. Scholastica's College 's Conservatory of Music que era un Conservatorio de Música. Él también recibió formación vocal de Trompetas con maestros como Playshop, dulce plantado, Faustino Lunes, Audie Gemora, Freddie Santos, Orosa y Carlo. A principios de la exposición fue durante la escuela secundaria en La Salle, Colinas Verdes, cuando se convirtió en parte de la Kundirana, fue allí entonces donde se dio cuenta de cómo el canto puede tocar y cambiar vidas. Durante su temporada en Kundirana, perfeccionó su arte en la música al mismo tiempo al equilibrio de un ajetreado estilo de vida como actor en una etapa de su club de teatro de la escuela. También fue miembro de tiples de Sto Domingo, un coro de niños con sede en Ciudad Quezón.
En la vida personal de Magdangal hasta la fecha manteine una relaci{on amorosa con la actriz Aiza Márquez, pero rompió su compromiso durante la competencia. Magdangal acusó de propagar rumores negativos acerca de ella y convertirse en "un hombre cambiado", que negó, aunque admitiendo que no tenía tiempo para Márquez en su relación. Actualmente como su esposa es la actriz y cantante, Sherre Agustín Bautista, exmiembro de Viva Hot babes, que, casualmente, era una amiga cercano a Márquez. Los dos se reunieron durante una producción de "La Sirenita" en 2001 y comenzó a salir en diciembre de 2006. Un conocido conservador, Sheree apoya la carrera a pesar de su imagen sexy y atrevida que retrata los papeles en películas de su. Sheree, que estaba embarazada de siete meses, y estaban esperando un hijo juntos, su hijo, Gian Hailey nació el 7 de mayo de 2008.

## Premios
- 2006 - Mejor Actuación de un Nuevo Artista Masculino.

- Datos: Q3548044
- Multimedia: Gian Magdangal / Q3548044